# Paul Fournier (sculpteur)
Pour les articles homonymes, voir Paul Fournier et Fournier.
Paul Fournier, né à Paris le 24 mars 1859, où il est mort le 8 juillet 1925, est un sculpteur et écrivain français.

## Biographie
Paul Fournier est notamment l'auteur du premier monument commémoratif à Honoré de Balzac (Tours, 1889), lequel fut envoyé à la fonte sous le régime de Vichy,. Sa statue d'Ophélie (Salon de 1886, musée des Beaux-Arts de Nice) préfigure le style Art nouveau.
Il est également l'auteur de comédies et de romans.

## Œuvres

### Sculpture
- Corbeil-Essonnes, allées Aristide-Briand : Monument aux enfants de l'arrondissement de Corbeil morts pour la patrie 1870-1871, 1907, bronze[6].
- Créteil : Monument au général Ladreit de Lacharrière, 1894, buste en bronze. Celui-ci est envoyé à la fonte sous le régime de Vichy, dans le cadre de la mobilisation des métaux non ferreux[7]. Le monument est réinauguré en 2010 avec un nouveau buste par Jean Cardot[8].
- Longjumeau : Monument à Adolphe Adam, 1897, bronze[9]. La statue du Postillon de Longjumeau fait référence à l'opéra-comique d'Adolphe Adam créé en 1836. Le buste en bronze du compositeur[10] a été envoyé à la fonte sous le régime de Vichy, dans le cadre de la mobilisation des métaux non ferreux, puis remplacé par une copie en pierre.
- Nice, musée des Beaux-Arts : Ophélie, Salon de 1886, statue en marbre[11],[4].
- Paris :
  - boulevard Haussmann : Monument à William Shakespeare, 1888, statue en bronze, envoyée à la fonte sous le régime de Vichy, dans le cadre de la mobilisation des métaux non ferreux[12].
  - mairie du 6e arrondissement, hall d'entrée : Jean-Baptiste Chardin, buste en marbre sur piédestal.
  - palais du Luxembourg, salon Victor-Hugo : Victor Hugo, médaillon en bronze.
- Saché, musée Balzac : Buste de Balzac, vers 1889, plâtre, dépôt du musée des Beaux-Arts de Tours.
- Tours, place du Palais (actuelle place Jean-Jaurès) : Monument à Balzac, 1889, bronze, envoyé à la fonte sous le régime de Vichy, dans le cadre de la mobilisation des métaux non ferreux[13].
- Virieu-le-Grand : Monument à Honoré d'Urfé, 1908, buste en bronze, envoyé à la fonte sous le régime de Vichy, dans le cadre de la mobilisation des métaux non ferreux[14].

### Littérature
- Une grande artiste, drame en 1 acte en vers, Paris, P. Ollendorff, 1891.
- Le Roi des Gascons, roman d'aventures, Paris, Montgredien,1901.
- Le Roman de Paris, Paris, E. Flammarion, 1909.

- Prix Jean-Jacques-Berger 1912 de l'Institut de France.
- Une jeune maîtresse, roman, Paris, A. Messein, 1909.
- Poupée d'amour !, roman, Paris, A. Meissein, 1910.
- Un homme de joie, roman, Paris, A. Messein, 1910.

Œuvres de Paul Fournier
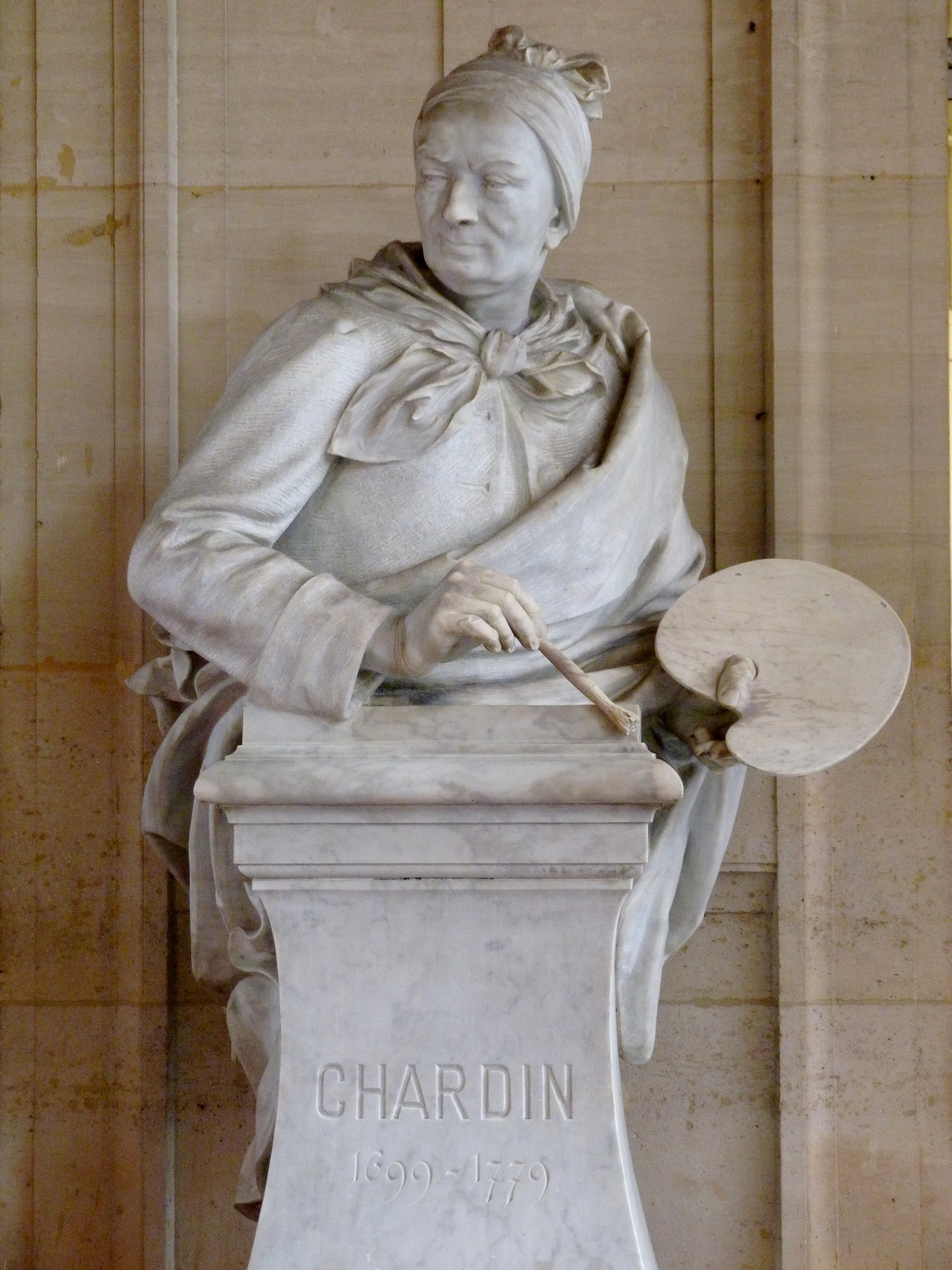
Buste de Jean-Baptiste Chardin, détail, Paris, mairie du 6e arrondissement.
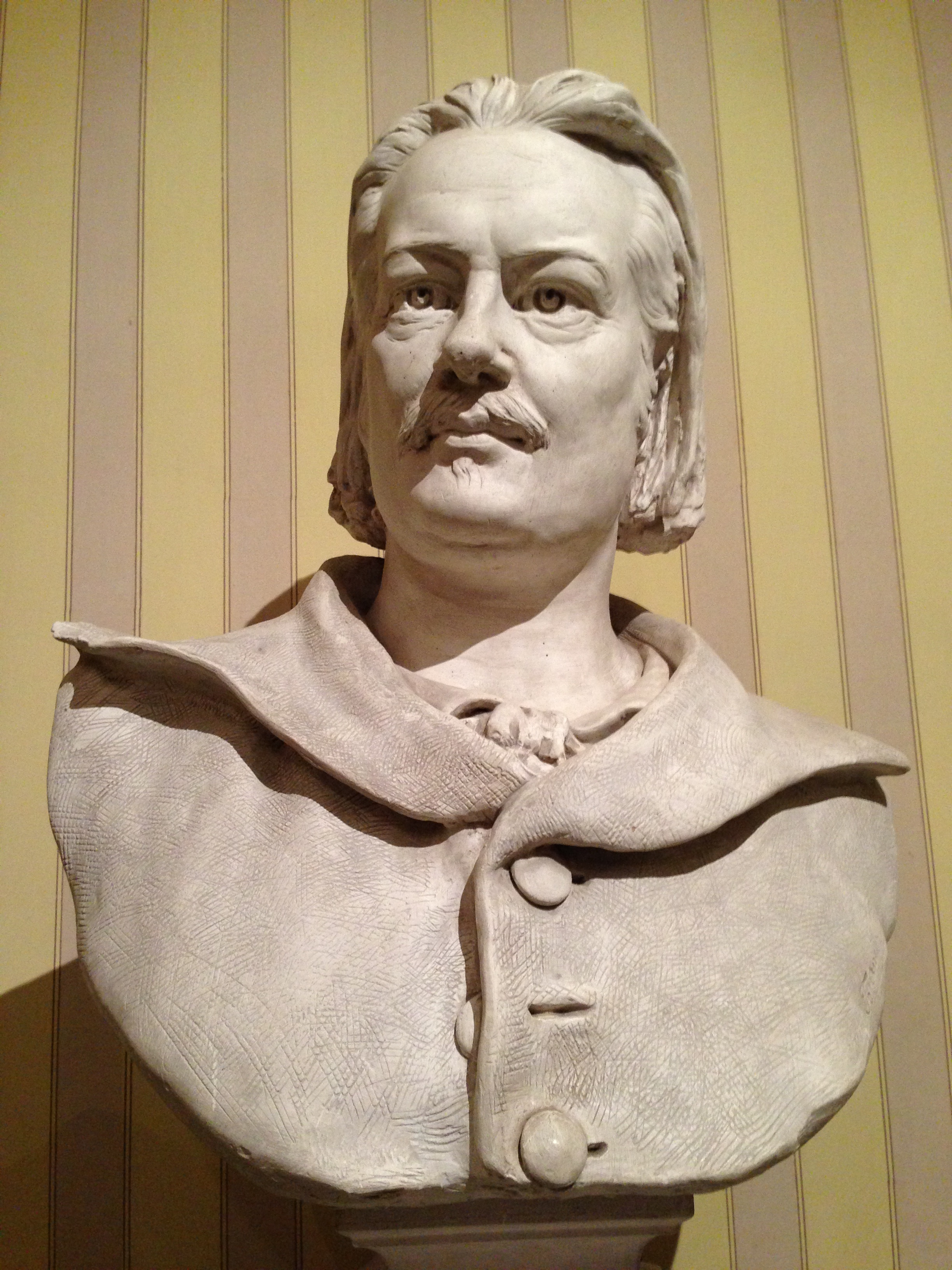
Buste de Balzac (vers 1889), Saché, musée Balzac.
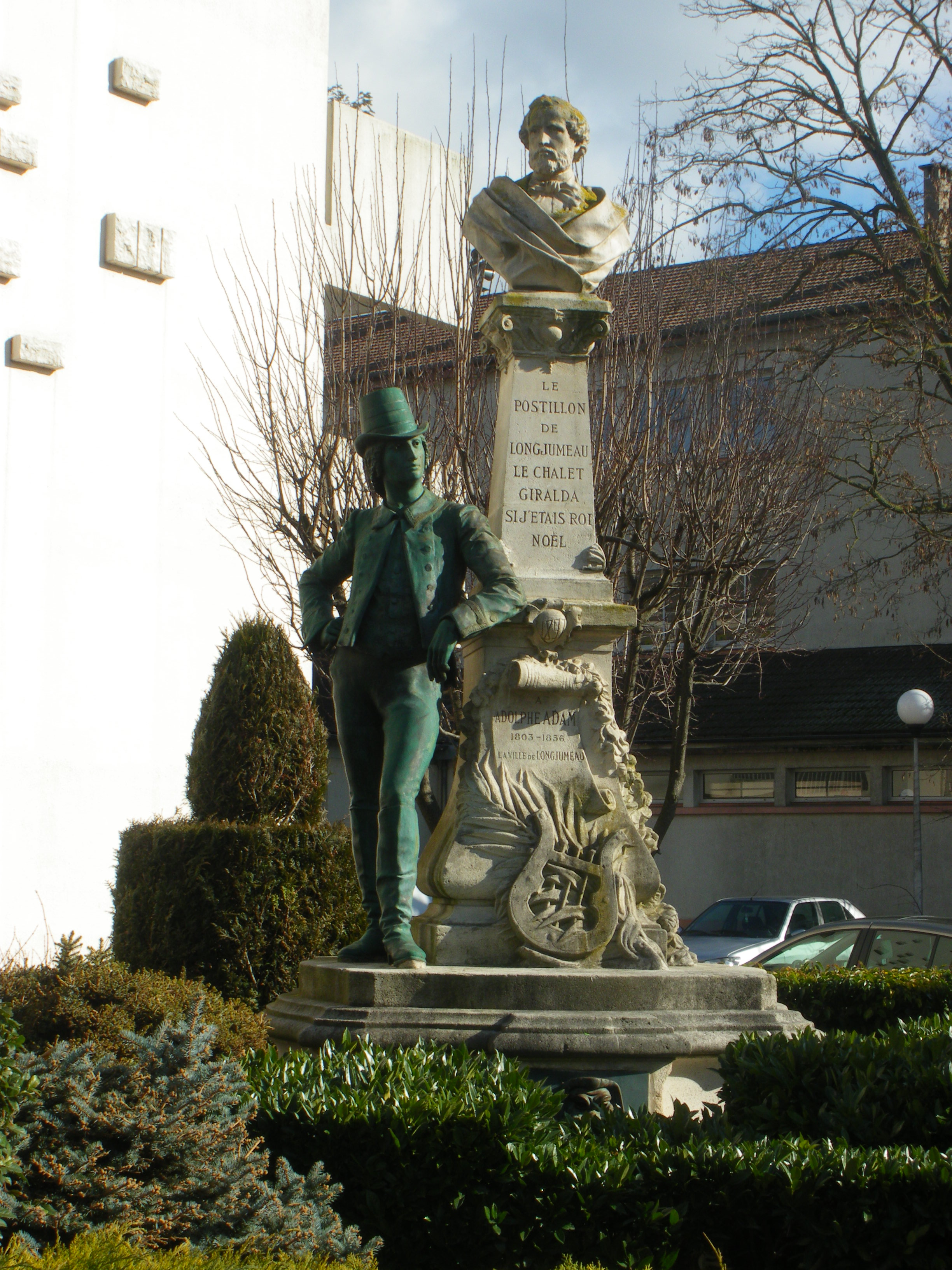
Monument à Alfred Adam (1897), Longjumeau.